# Ніколає-Белческу (комуна, Вилча)
Ніколає-Белческу (рум. Nicolae Bălcescu) — комуна у повіті Вилча в Румунії. До складу комуни входять такі села (дані про населення за 2002 рік):
- Бенешть (81 особа)
- Валя-Белчаске (325 осіб)
- Валя-Вієй (305 осіб)
- Гилтофань (107 осіб)
- Джинеріка (31 особа)
- Досу-Риулуй (359 осіб)
- Корбій-дін-Вале (366 осіб)
- Лінія-Ханулуй (326 осіб)
- Мезерару (54 особи)
- Мингурень (169 осіб)
- Плешою (344 особи)
- Попешть (24 особи)
- Предешть (539 осіб)
- Ротерешть (311 осіб) — адміністративний центр комуни
- Скіту (12 осіб)
- Туфаній (36 осіб)
- Шербеняса (446 осіб)

Комуна розташована на відстані 144 км на північний захід від Бухареста, 13 км на південний схід від Римніку-Вилчі, 89 км на північний схід від Крайови, 117 км на південний захід від Брашова.

## Населення
За даними перепису населення 2002 року у комуні проживали 3835 осіб.
Національний склад населення комуни:
| Національність | Кількість осіб | Відсоток |
| -------------- | -------------- | -------- |
| румуни         | 3834           | > 99,9%  |
| болгари        | 1              | < 0,1%   |

Рідною мовою назвали:
| Мова       | Кількість осіб | Відсоток |
| ---------- | -------------- | -------- |
| румунська  | 3834           | > 99,9%  |
| болгарська | 1              | < 0,1%   |

Склад населення комуни за віросповіданням:
| Релігія       | Кількість осіб | Відсоток |
| ------------- | -------------- | -------- |
| православні   | 3818           | 99,6%    |
| адвентисти    | 14             | 0,4%     |
| римо-католики | 1              | < 0,1%   |

## Зовнішні посилання
- Дані про комуну Ніколає-Белческу на сайті Ghidul Primăriilor